# Ministère de la Dérégulation et de la Transformation de l'État
Le ministère de la Déréglementation et de la Transformation de l'État (en espagnol : Ministerio de Desregulación y Transformación del Estado) de l'Argentine est un ministère dépendant du pouvoir exécutif national. Son objectif est d'aider le président et le chef du cabinet des ministres dans les questions liées aux efforts de déréglementation, de réforme et de modernisation.
Le premier et actuel chef du ministère est Federico Sturzenegger, qui a été nommé le 5 juillet 2024. Le ministère a été créé après l'adoption de la loi des bases et des points de départ pour la liberté des Argentins, qui jouit de pouvoirs délégués par le gouvernement, des exigences nécessaires pour permettre au ministère de fonctionner en éliminant, en modifiant ou en mettant en œuvre des décrets.
Javier Milei, président de l'Argentine depuis 2023, a déclaré qu'Elon Musk avait appelé Sturzenegger pour discuter de l'imitation par les États-Unis du modèle du ministère de la Déréglementation et de la Transformation de l'État. Le ministère a servi de modèle inspiration pour le département de l'Efficacité gouvernementale, créé en 2025 et dirigé par Elon Musk,,.

## Fonctions
Selon le décret 585/2024, qui modifie la loi 22 520, les compétences du ministère de la Déréglementation et de la Transformation de l'État sont les suivantes : 

« assister le président de la nation et le chef du cabinet des ministres, dans le cadre de leurs compétences, pour tout ce qui concerne les lignes d'action pour la mise en œuvre de la déréglementation, de la réforme et de la modernisation de l'État en vue de redimensionner et de réduire les dépenses publiques et d'accroître l'efficacité et l'efficience des organismes qui composent l'administration publique nationale, la transformation de la gestion, la simplification de l'État, la conception et l'exécution des politiques relatives à l'emploi public... »

## Organisation
| Ministère de la Dérégulation et de la Transformation de l'État | Secrétariat de la Transformation de l'État et de la Fonction publique | Maximiliano Fariña       | 19 juillet 2024 | En fonction |  | Ind. |
| Ministère de la Dérégulation et de la Transformation de l'État | Secrétariat de la Coordination légale et administrative               | Marcelo Julián Hernández | 1er août 2024   | En fonction |  | Ind. |
| Ministère de la Dérégulation et de la Transformation de l'État | Secrétariat de la Simplification de l'État                            | Martín Antonio Rossi     | 1er août 2024   | En fonction |  | Ind. |

| N.° | Ministre              | Parti | Parti | Période        | Période     | Président    |
| N.° | Ministre              | Parti | Parti | Début          | Fin         | Président    |
| --- | --------------------- | ----- | ----- | -------------- | ----------- | ------------ |
| 1°  | Federico Sturzenegger |       | Pro   | 5 juillet 2024 | En fonction | Javier Milei |